# John Hahn
John Hahn (* 30. Oktober 1776 in New Hanover, Montgomery County, Pennsylvania; † 26. Februar 1823 ebenda) war ein US-amerikanischer Politiker. Zwischen 1815 und 1817 vertrat er den Bundesstaat Pennsylvania im US-Repräsentantenhaus.

## Werdegang
John Hahn besuchte die öffentlichen Schulen seiner Heimat. Nach einem anschließenden Medizinstudium und seiner Zulassung als Arzt begann er in diesem Beruf zu praktizieren. Gleichzeitig schlug er als Mitglied der Demokratisch-Republikanischen Partei eine politische Laufbahn ein.
Bei den Kongresswahlen des Jahres 1814 wurde Hahn im zweiten Wahlbezirk von Pennsylvania in das US-Repräsentantenhaus in Washington, D.C. gewählt, wo er am 4. März 1815 die Nachfolge von Roger Davis antrat. Bis zum 3. März 1817 konnte er eine Legislaturperiode im Kongress absolvieren. Nach seiner Zeit im US-Repräsentantenhaus war Hahn wieder als Mediziner sowie in der Landwirtschaft tätig. Er starb am 26. Februar 1823 in seinem Geburtsort New Hanover.